# Arnoldova vila
Arnoldova vila v Brně je vlastní vila stavitele Josefa Arnolda, který si ji nechal postavit v roce 1862 na svazích Černých Polí nad lužáneckým parkem, v nejstarší vilové kolonii v Brně. Tato vilová kolonie vznikla díky rychlému růstu města v důsledku průmyslového rozvoje. Po nedaleké Kaiserově vile je Arnoldova vila druhým nejstarším domem v této oblasti. Do roku 2012 byla využívána jako mateřská škola, od roku 2021 probíhala její rekonstrukce na Centrum dialogu, věnující se architektuře.
Sám Josef Arnold je rovněž autorem Kaiserovy vily (1860) a dvojice téměř identických vil, které byly realizovány v sousedství jeho domu: Giskrovy vily (1862) a již neexistující Adamčikovy vily (1863).

## Stavba
Dochované Arnoldovy plány jeho vlastní vily jsou datovány 26. března 1862. Od téhož data byli dle kupní smlouvy manželé Josef a Katharina Arnoldovi majiteli pozemku ve svahu nad Lužánkami. K plánové dokumentaci je také přiloženo písemné povolení vydané 7. dubna 1862 a podepsané brněnským starostou Christianem d'Elvertem: „Panu Josefu Arnoldovi se na základě komisionelního jednání 31. minulého měsíce povoluje, aby ve svém vlastním vinohradu nad Lužánkami zbudoval pavilón. Tuto stavbu je třeba provést dle přiloženého schváleného plánu, který se vrací, a dodržovat přitom všeobecné stavební a policejní předpisy. Započetí stavby je třeba oznámit stavebnímu oddělení, její ukončení rovněž za účelem revize dle předpisů. Stavební deník se přikládá. Brno, 7. dubna 1862.“ Stavba pokračovala zřejmě velmi rychle, neboť již 17. května se v novinách objevila zpráva: „Vila pana Arnolda v Černých Polích u Lužánek je připravena k osazení krovu.“ Je tedy pravděpodobné, že nejpozději do konce léta 1862 byla stavba dokončena.

## Dispozice vily
Dispozice Arnoldovy vily byla řešena na principu podélného dvoutraktu v levé části půdorysu a příčného jednotraktu v pravé části půdorysu. Vstup do domu s předloženými schody byl situován v pravé krajní ose jihovýchodního průčelí. Obdélná vstupní hala ve zvýšeném přízemí byla volně propojena s dvouramenným schodištěm, s kterým sousedila kuchyně. Proti schodišti s bohatě dekorativním, zřejmě litinovým zábradlím, byl vstup do jídelny. Ta byla propojená dveřmi s dalším pokojem, z něhož byl stejně jako ze vstupní haly přístupný velký obytný salón s hlubokou obdélnou nikou. K pokoji za jídelnou a salónu přiléhala veranda. Obytné místnosti i schodiště byly prolomeny sdruženými okny, okno v nice salónu, která měla na jihozápadním průčelí formu rizalitu, bylo třídílné.
Půdorys patra byl téměř identický – velký salón s balkónem nad rizalitem, pokoj pro hosty a dvě menší komory. Sdružená okna v patře byla dvou- a třídílná. Plány průčelí v dochovaném konvolutu chybí. Nad oknem hostinského pokoje (jihovýchodní průčelí) byl trojúhelný dřevěný štít zastřešení, pravděpodobně s dekorativní řezbou. Se schodištěm sousedila ložnice.
Ve vysoké hrázděné „věži“ se sedlovou stříškou byl jeden pokoj. V březnu 1863 Josef Arnold na parcele u své vily navrhl a realizoval stavbu obdélného skleníku. „Panu Josefu Arnoldovi (…) se povoluje postavit (…) na parcelách (…) nad Lužánkami u nově zbudovaného pavilonu č. 101 (…) skleník dle povoleného přiloženého plánu, který se vrací. (…) Stavební deník se přikládá. Brno, 2. března 1863.“

## Další majitelé

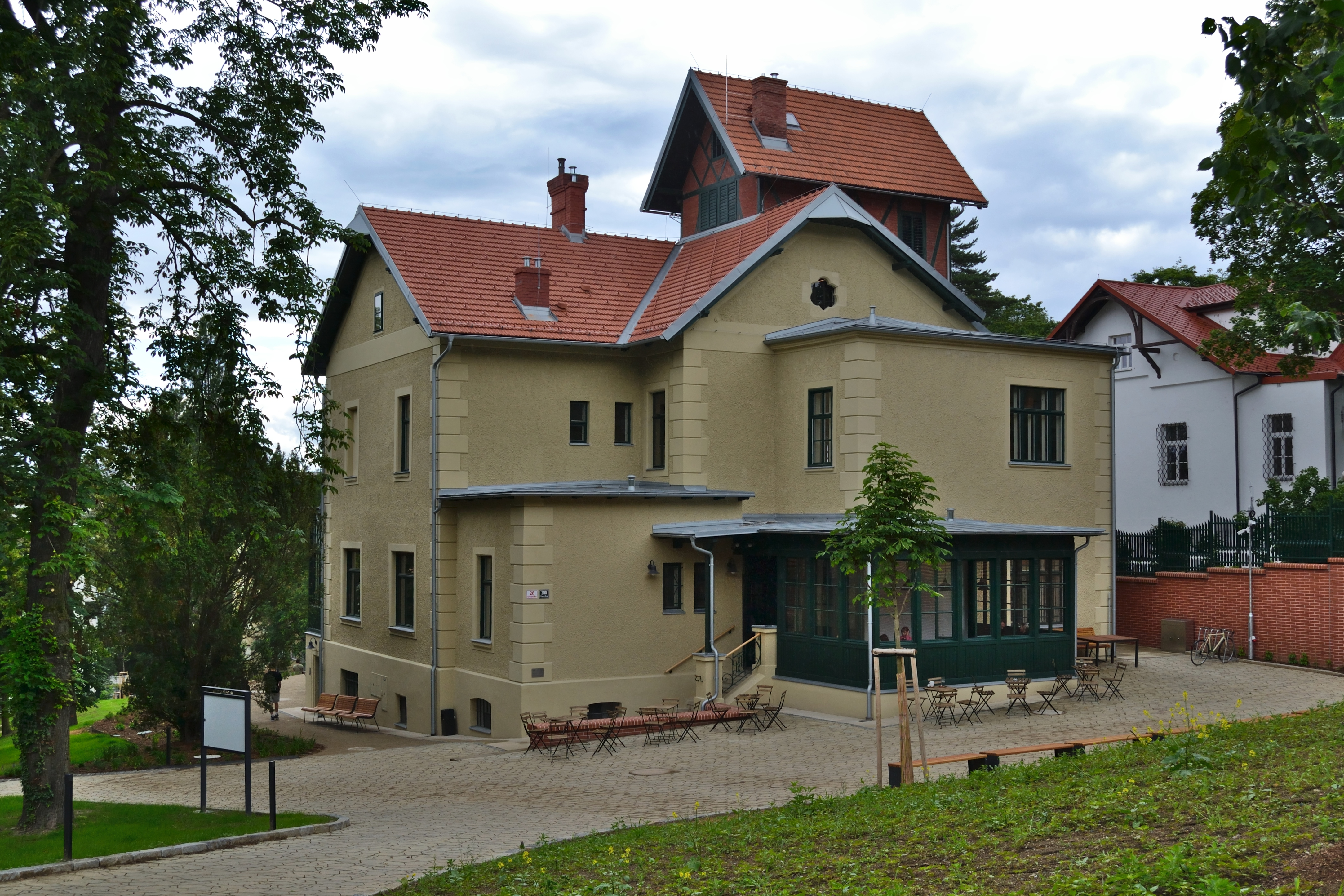
východní průčelí

Manželé Arnoldovi vlastnili vilu téměř 21 let. Dle kupní smlouvy z 30. září 1883 „prodává Josef Arnold, stavitel v Brně a jeho žena Katharina Arnoldová, paní Charlotte Martini jim patřící vilu a zahradu na Hutterově 38“. Po 13 letech, 17. července 1896, prodala Charlotte Martini vilu Albertině Antonii Langer, jejíž jméno je však v kupní smlouvě uvedeno jako Lange. V souvislosti se jménem Lange je třeba uvést, že v říjnu 1883, tedy měsíc poté, co se dle pozemkové knihy stala majitelkou nemovitosti Charlotte Martini, byl vypracován „plán na adaptaci vily na Hutterově č. 38, patřící panu Langemu“ (?).
Autor návrhu, snad Carl Schuhang ponechal Arnoldovu dispozici prakticky beze změny. Pouze při západním nároží v přízemí byla navržena obdélná přístavba s toaletou a z pokoje pro hosty a dvou komor v patře se staly jen dvě místnosti. To se v patře jihovýchodního průčelí projevilo prolomením dvou oken (oproti původnímu jednomu). Podle nákresu jihovýchodního průčelí byly fasády domu navrženy v duchu romantizující gotiky. Vzhledem k absenci jakýchkoli dalších pramenů nelze jednoznačně určit, zda tato adaptace byla realizována.
V březnu 1909 se stala majitelkou vily Cecilie Hože, manželka brněnského advokáta Cornela Hože. Cecilie Hože byla starší sestrou Alfreda Löw-Beera a tudíž tetou Grety Tugendhatové. Období let 1909–1915 odpovídá také typ dekorativních litinových radiátorů, ale i výtvarné pojetí některých konstrukcí a detailů, jako např. schodišťového zábradlí, dřevěných ostění a obložení dveří, štukových dekorů na stropech, typů dlažeb apod. Většina z uvedených prvků je doposud zachována v autentickém stavu a jsou plně funkční (radiátory, jídelní výtah apod.).
Na základě srovnání původních Arnoldových plánů z roku 1862 a půdorysů přízemí a patra z roku 1952, kdy byla vila upravena pro potřeby mateřské školy, a na základě orientační prohlídky objektu, byla zpracována schematická stavebně-historická analýza. Dispozice Arnoldovy vily z roku 1862 včetně schodišťového prostoru (kromě zábradlí) zůstala prakticky nedotčena, stavba však byla v přízemí i v patře rozšířena. Fasády byly provedeny v kombinaci hladké a hrubě strukturované omítky s nárožní omítkovou bosáží včetně dřevěné verandy a zábradlí balkónu na jihozápadním průčelí. U vstupní partie vznikla zcela nově dřevěná přízemní veranda.
Architektonická úprava stavby v duchu art deco, realizovaná za vlastnictví Cecilie Hože, představuje kvalitní dobovou intervenci ve špičkovém řemeslném provedení, která je navíc umocněna faktem, že se až do současnosti zachovala prakticky v nedotčeném autentickém stavu. Na severovýchodním průčelí je dodnes patrné poškození omítky střelbou. Ze vzpomínek pamětníků a z osudů blízké vily Tugendhat je známo, že v této oblasti Černých Polí operovala v dubnu 1945 Rudá armáda, v případě vily Tugendhat konkrétně kavalerie maršála Malinovského složená převážně z vojáků asijských republik Sovětského svazu. Je tedy nanejvýš pravděpodobné, že všeobecnému drancování padly za oběť i další domy v nejbližším okolí. Z původní stavby z roku 1862 byla zachována „Arnoldova věž“ z hrázděného cihlového zdiva. Rozsáhlá zahrada charakteru anglického parku byla v průběhu let kultivována a užívána v souladu s objektem vily (zahradní altánky, besídky, nábytek apod.).
Vila na Drobného ulici č. 26 byla krátce po vypuknutí války, v říjnu 1939, zabrána gestapem. Všichni členové rodiny, židovského původu, byli zřejmě záhy odvlečeni do koncentračních táborů. Cecílie Hože zemřela ve věku 78 let 7. září 1942 v Terezíně. Její syn Max Hože i se ženou Bedřiškou zemřeli oba 17. listopadu 1942 neznámo kde. Pravděpodobně byli společně zplynováni v některém koncentračním táboře, neboť oba byli usnesením okresního civilního soudu pro Prahu-východ ze dne 18. června 1947 prohlášeni za mrtvé.

## Po druhé světové válce
Někdejší Arnoldova vila, jejíž poslední majitelkou byla v letech 1909–1939 Cecílie Hože, přešla po druhé světové válce (1946–1948) pod národní správu a později pod správu Bytových podniků města Brna (v nájmu Státních lesů, n. p., ředitelství „Masarykův les“). V roce 1953 se stala majetkem Československého státu.
V roce 1951 bylo rozhodnuto o úpravě vily pro potřeby mateřské školy. Souhlas s provedením adaptace pro mateřskou školu byl vydán výměrem technického referátu Ústředního národního výboru v Brně dne 18. března 1952. V letech 1973–1975 byl při ulici Drobného postaven družstevní bytový dům dvou stavebních bytových družstev, který má adresu Drobného 26a. Průjezd a průchod na pozemek k Arnoldově vile prochází přímo tímto domem.

## 21. století

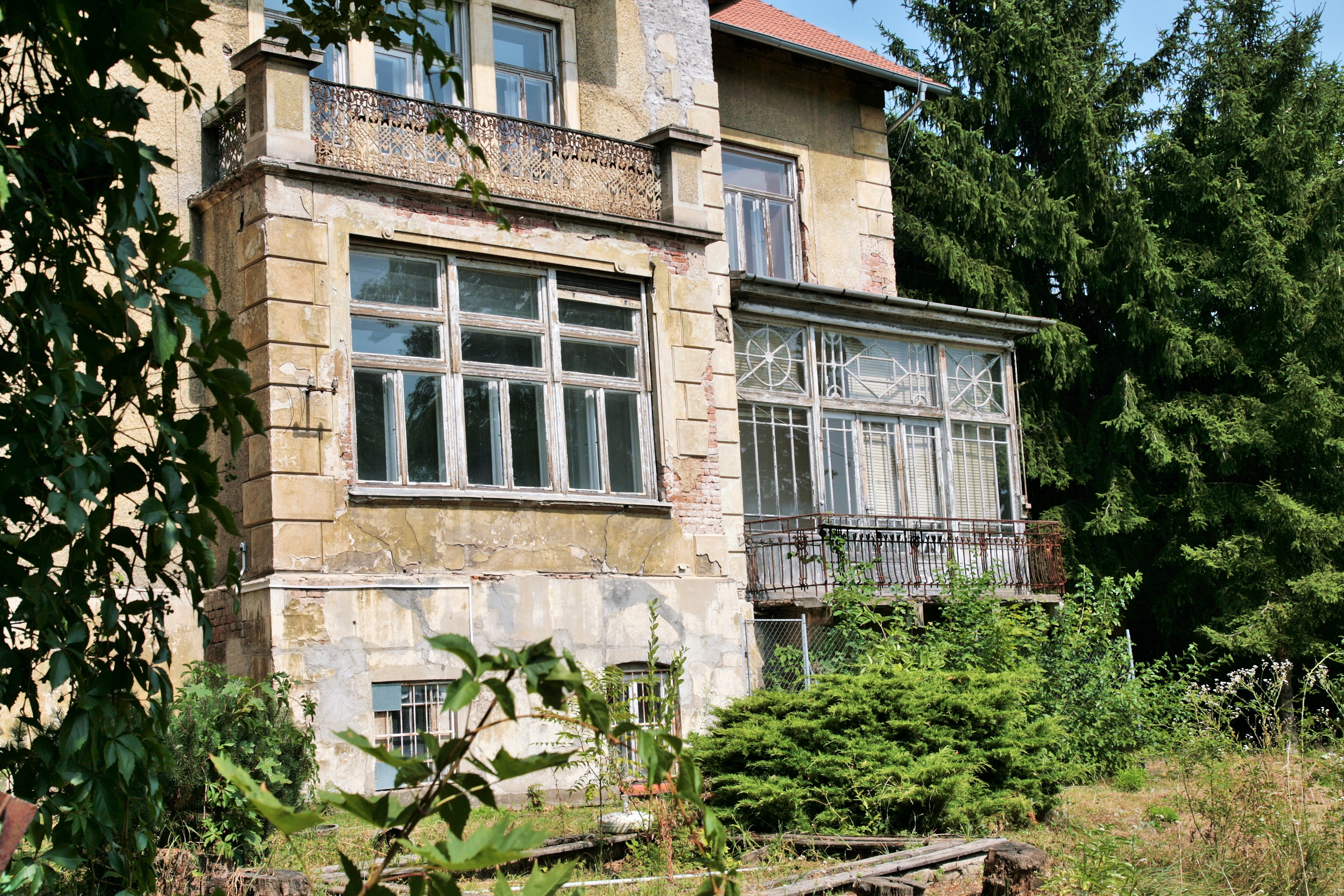
Jihozápadní průčelí vily před rekonstrukcí (2015)

V roce 2010 byla vila prohlášena kulturní památkou a v roce 2012 byla zařazena na seznam nejohroženějších kulturních nemovitých památek ČR. Mateřská škola fungovala ve vile do srpna 2012, kdy byla kvůli nevyhovujícím podmínkám ve zchátralém domě přesunuta. Poté zůstala budova bez využití a město Brno, jako její majitel, plánovalo její rekonstrukci, na kterou shánělo finanční prostředky.
Roku 2016 vznikl v Brně spolek Kulturní centrum Josefa Arnolda, který se snažil o záchranu vily. Účelem spolku byla historická obnova objektu dle dobových plánů a vytvoření kulturního centra. Upravil také část zanedbané zahrady domu, která měla být dále využívána pro kulturní činnost. V letech 2017 a 2018, v rámci celorepublikového Dne architektury, uspořádalo Kulturní centrum Josefa Arnolda celodenní program pro veřejnost spojený s prohlídkami vily. Budova byla zpřístupněna také v rámci několika ročníků akce Open House Brno.
Dům v majetku města Brna byl v letech 1993–2019 svěřen do péče městské části Brno-sever. Následně získalo vilu do správy Muzeum města Brna, které ve spolupráci s městem pracovalo na přípravách rekonstrukce objektu. Ta byla zahájena v prosinci 2021 a dokončena v prosinci 2023. Náklady na obnovu stavby dosáhly 130 milionů korun, z čehož 38,5 milionu korun činila dotace z Fondů EHP a Norska. Ve vile, slavnostně otevřené 14. prosince 2023, vzniklo Centrum dialogu, věnující se architektuře a historii 19.–21. století. V rámci něj byly vytvořeny dvě stálé expozice, „Genius Loci“ o vile a jejím architektovi Josefu Arnoldovi a „Židé v Brně“. Zahájení zkušebního provozu vily bylo ohlášeno na 15. ledna 2024, se zamýšleným programem spočívajícím v přednáškách, komunitních setkáních, vzdělávacích programech a dalších projektech. V květnu 2024 byla pak slavnostně otevřena a pojmenována obnovená Zahrada Cecilie a Cornela Hože. Zahrada je volně přístupná veřejnosti. 

## Galerie

Interiér
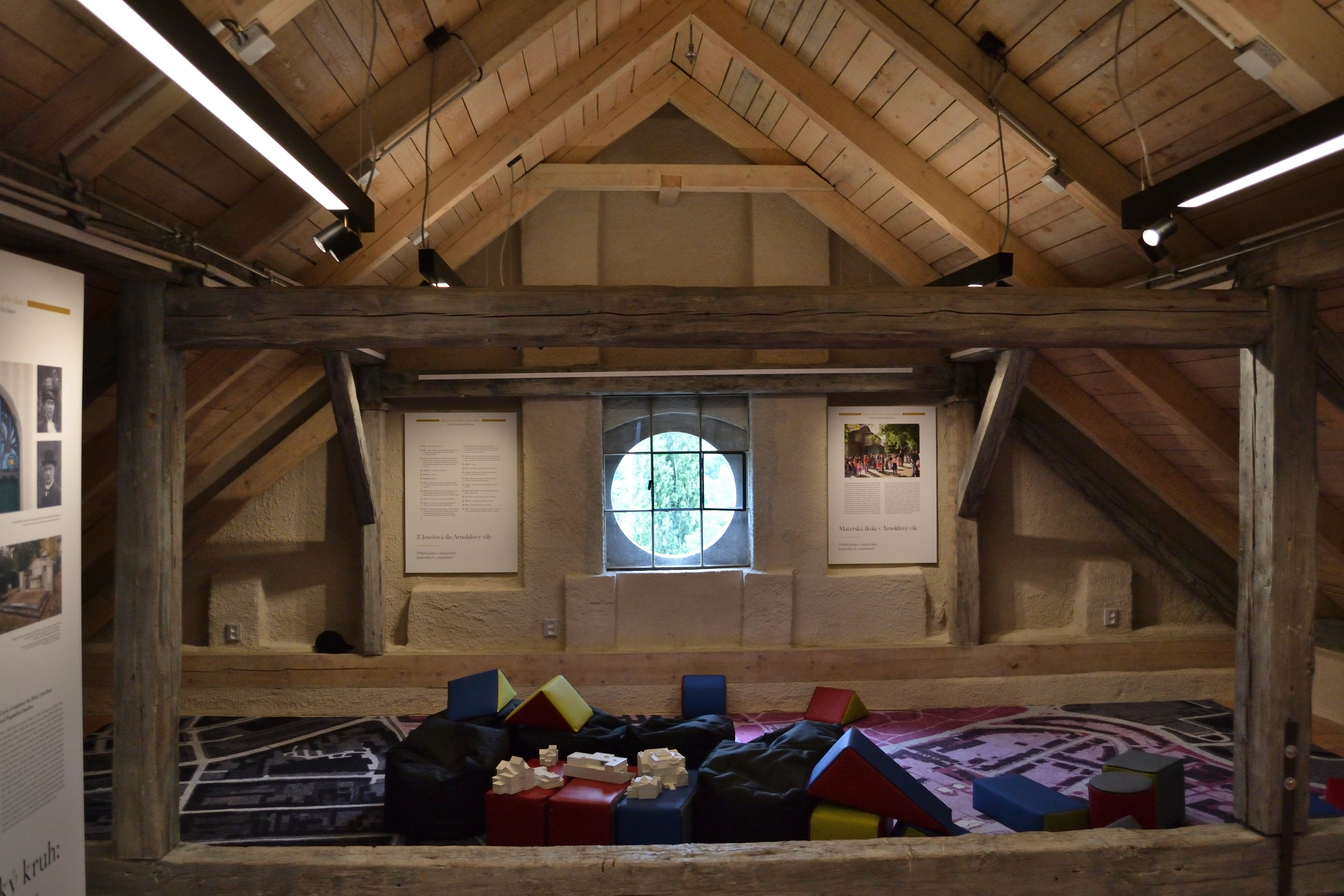
adaptované podkroví
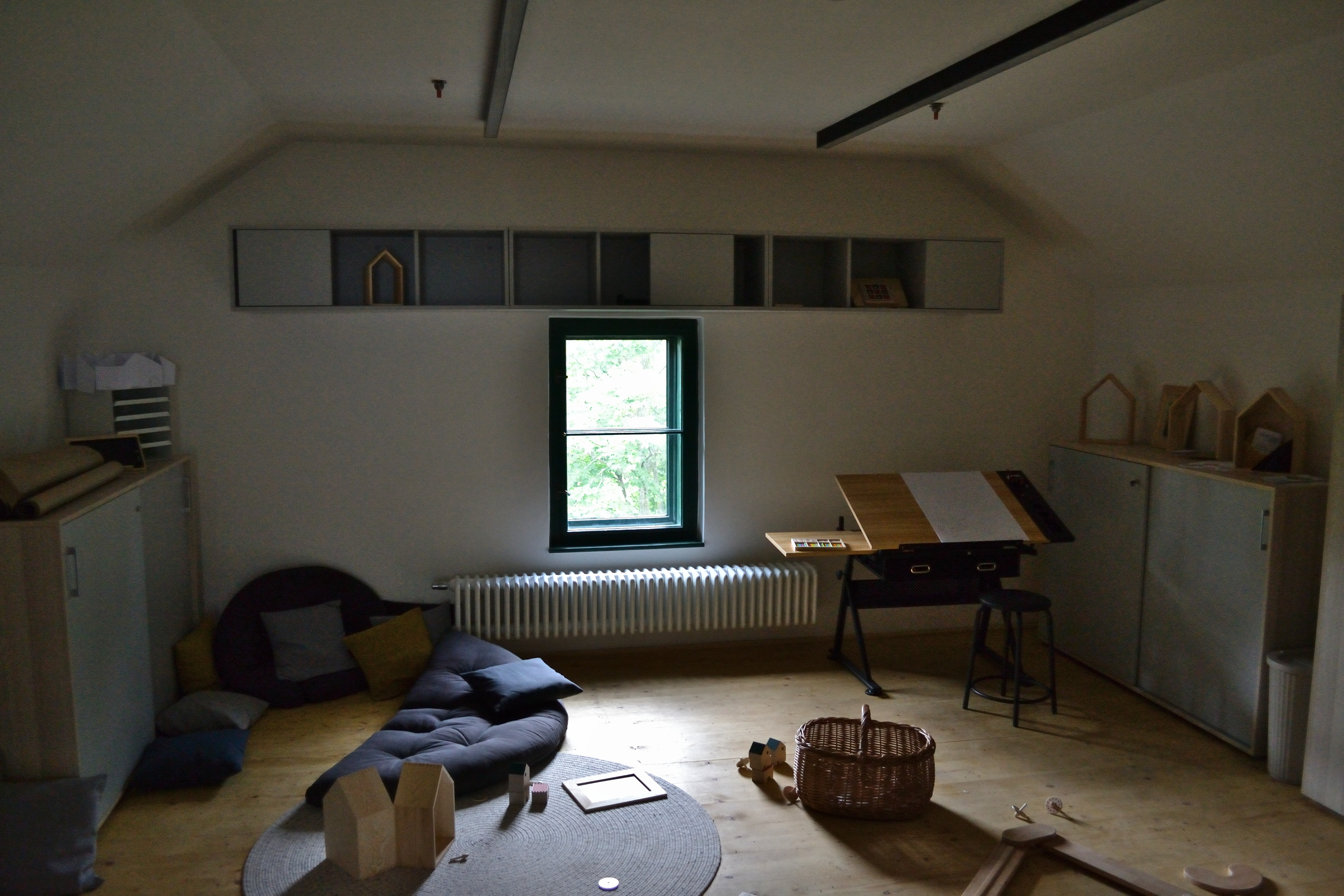
dětská herna v podkroví
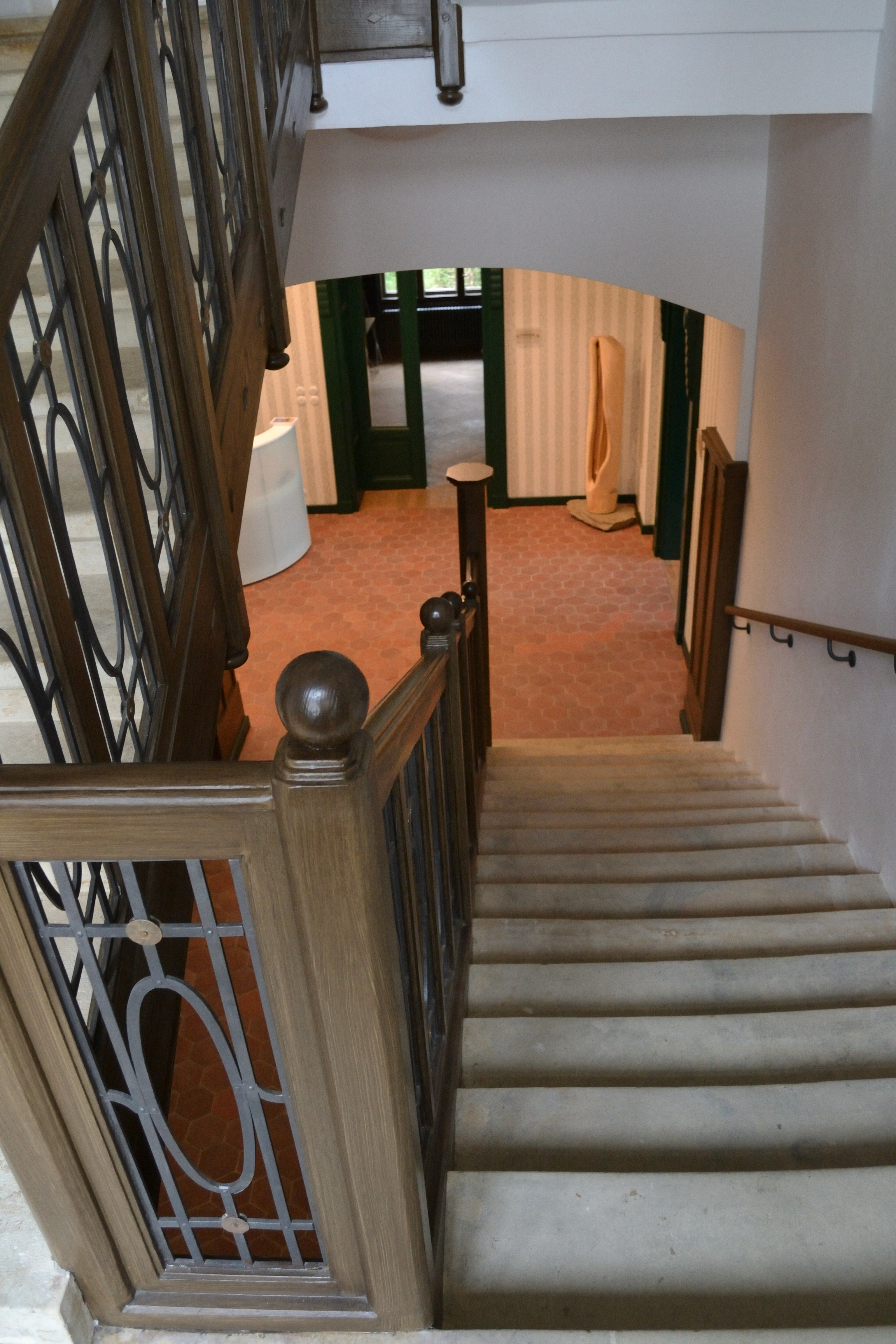
schodiště do přízemí
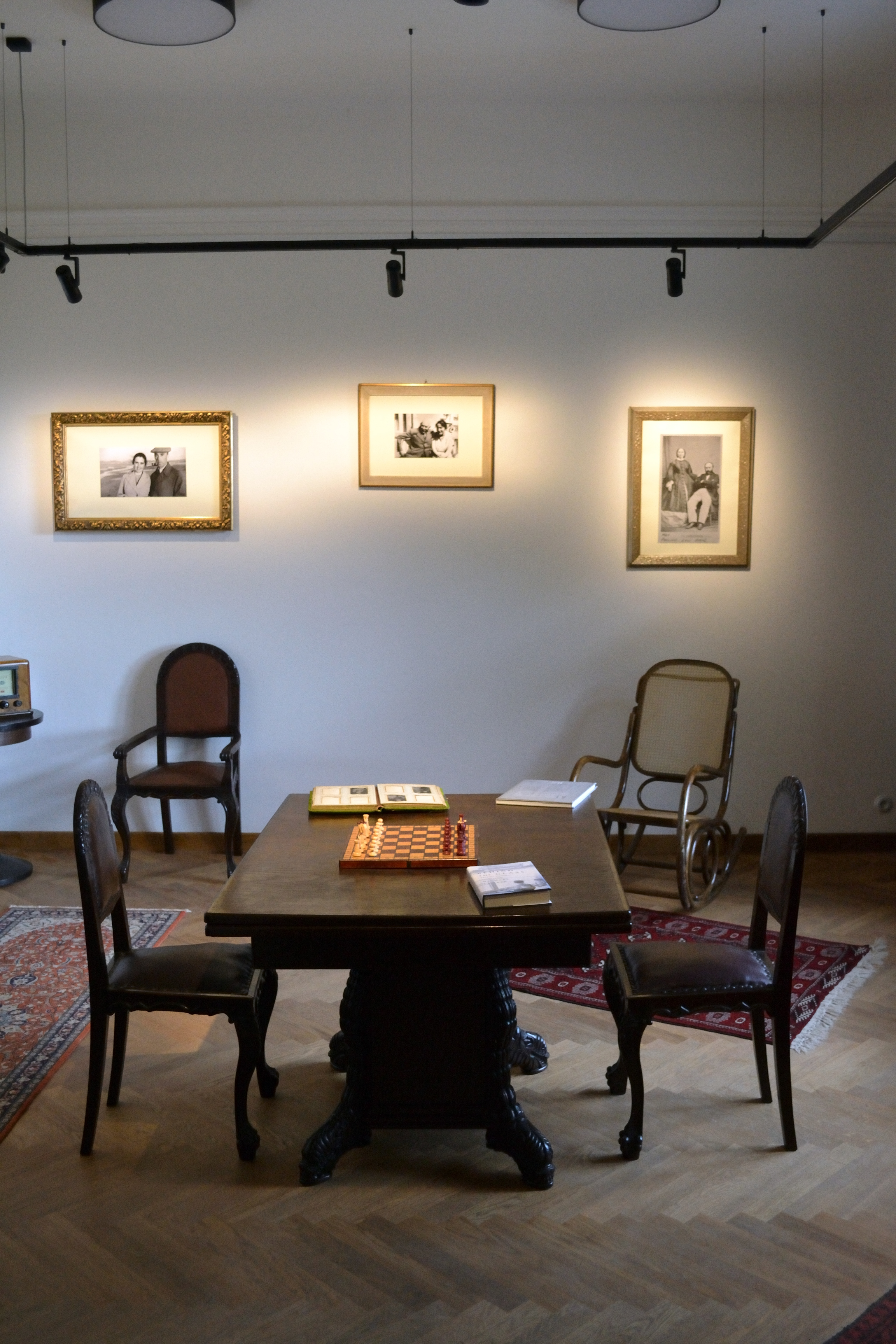
salón
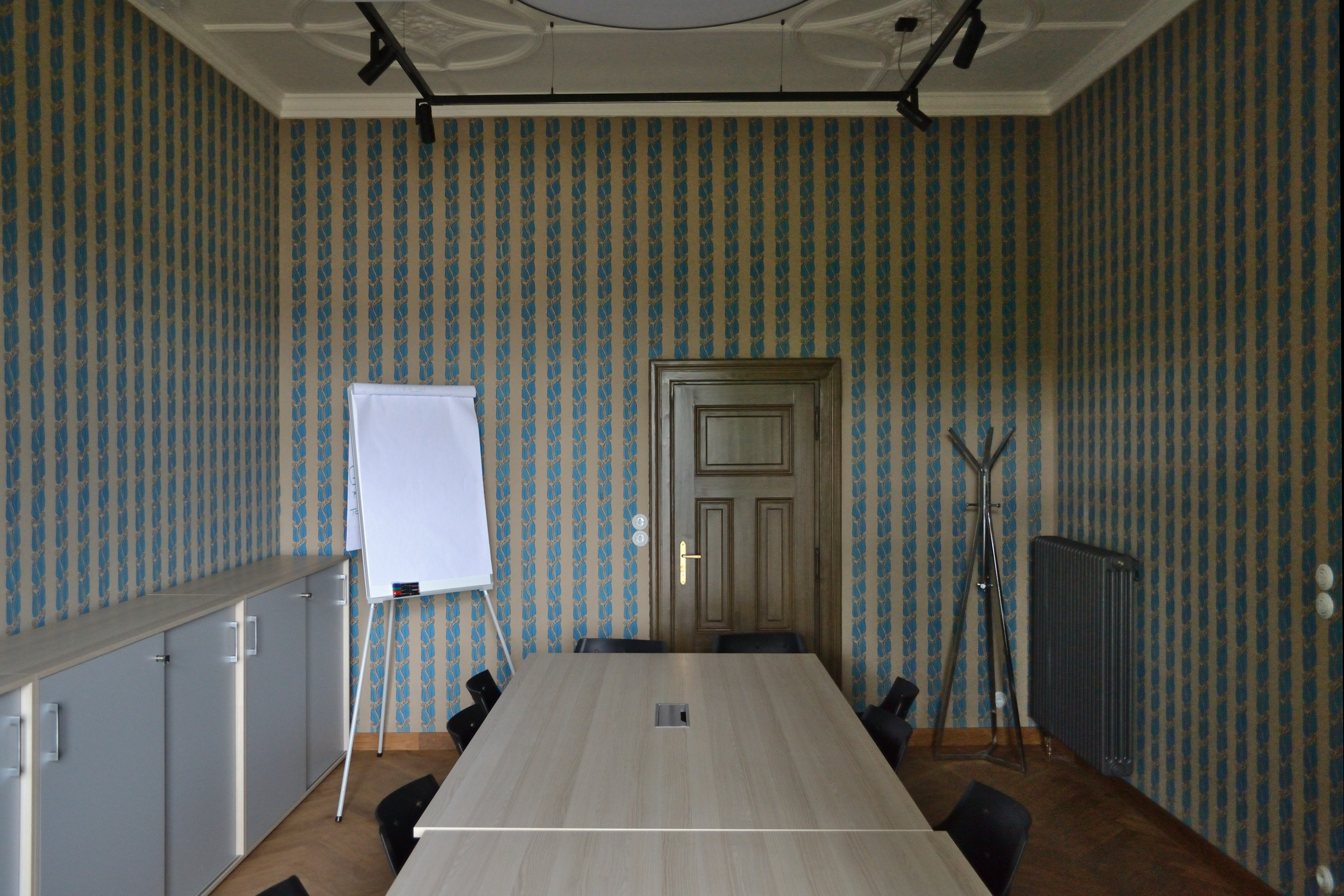
zasedací místnost
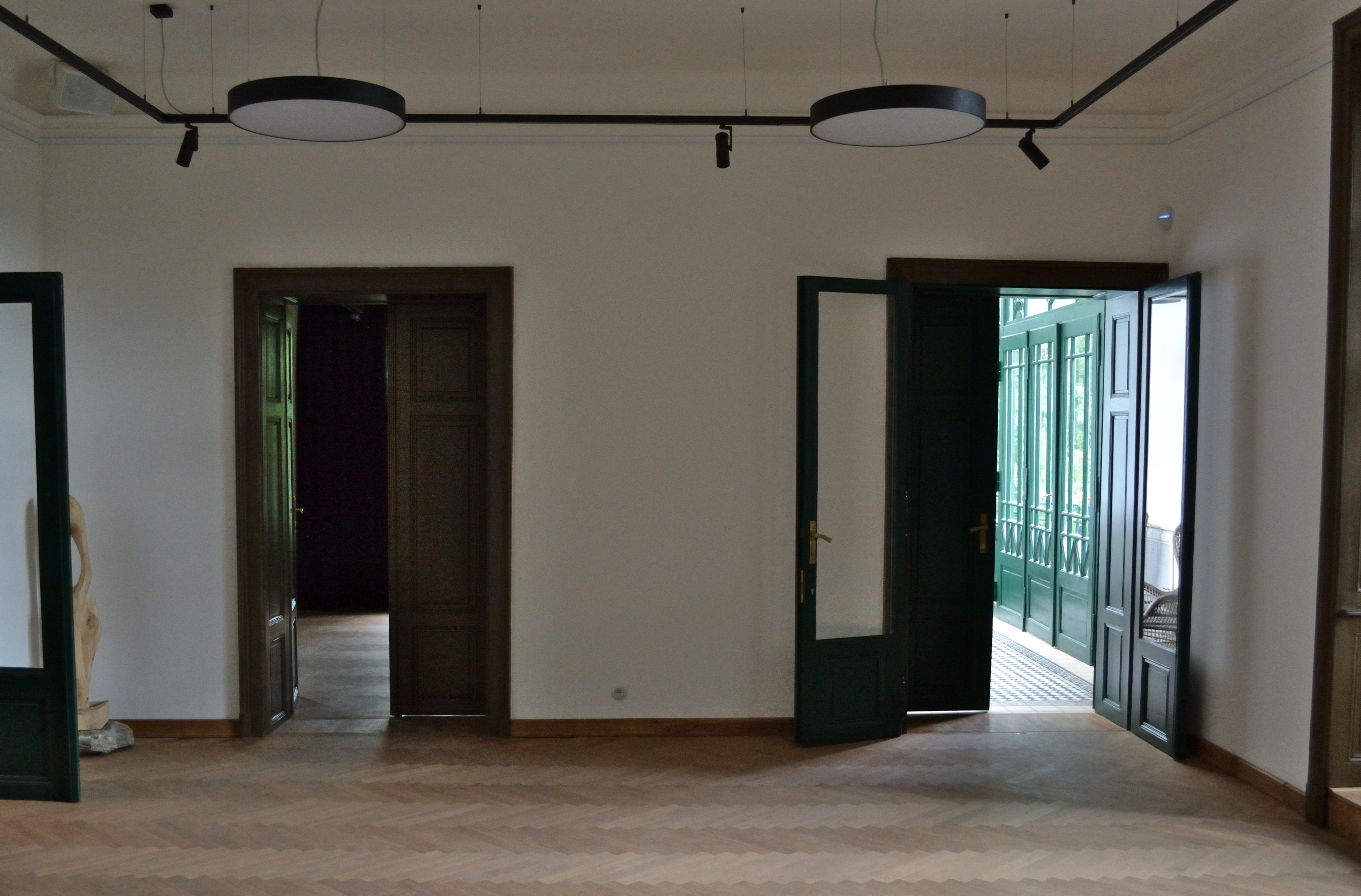
hlavní sál
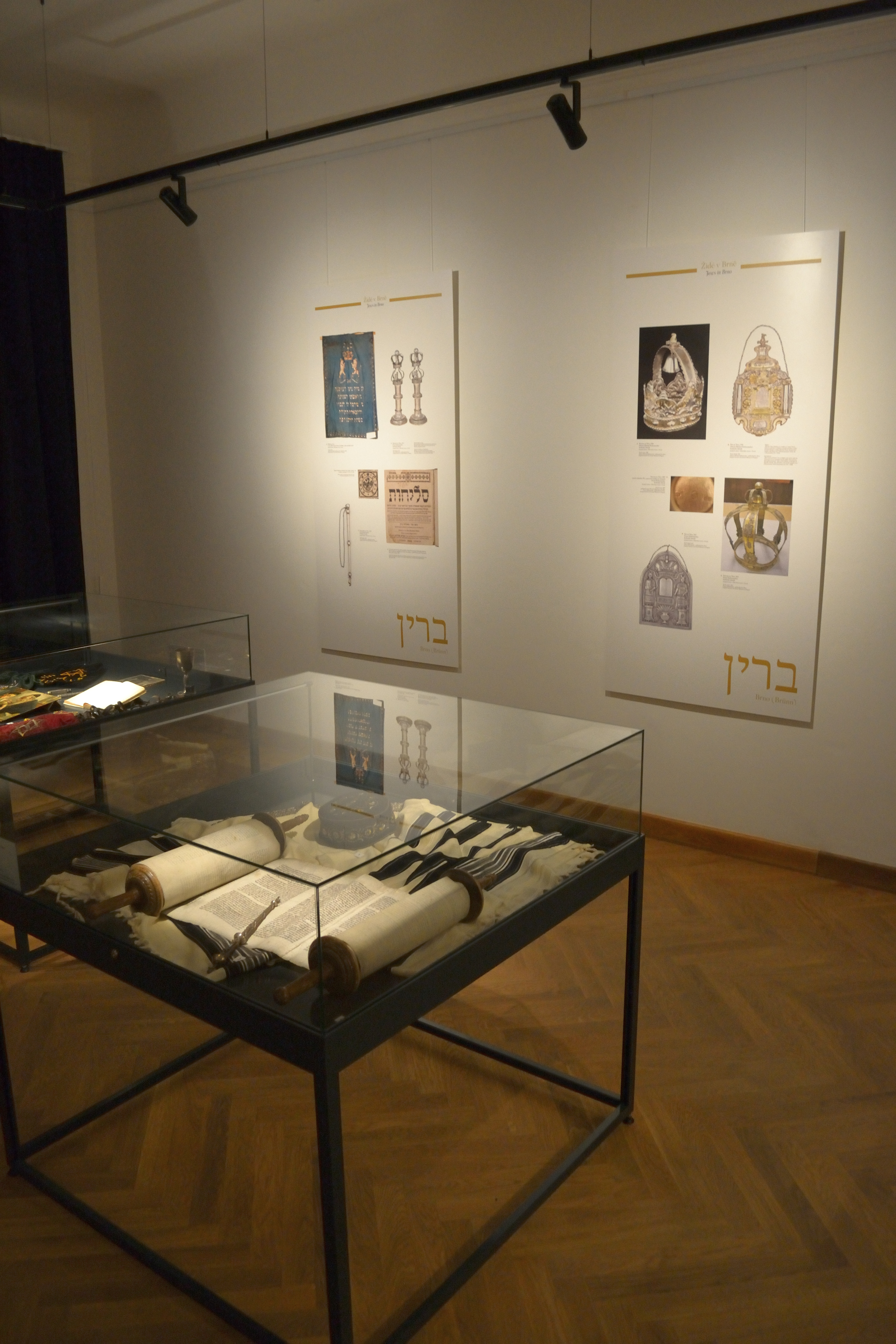
židovské muzeum
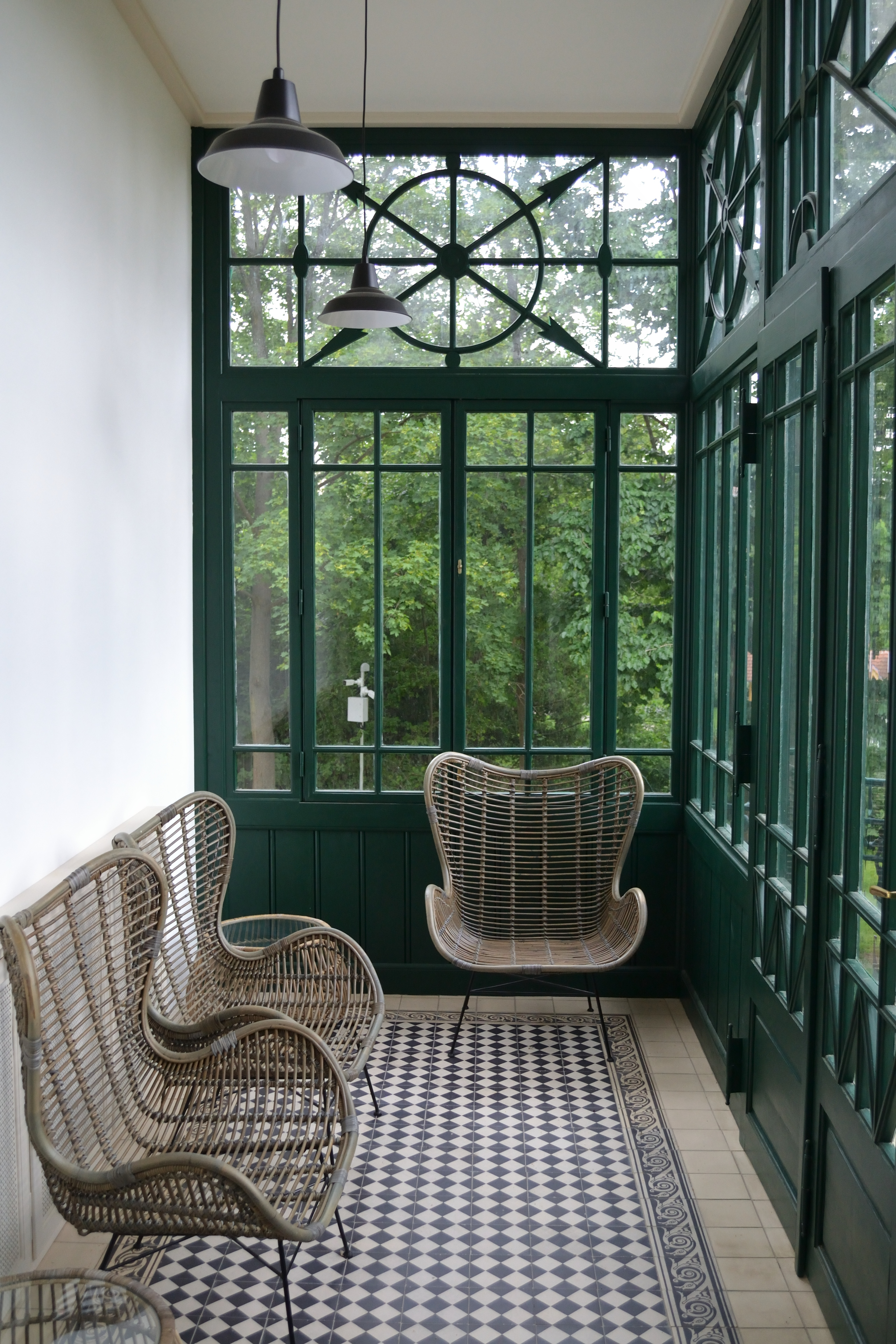
jihozápadní veranda

Zahrada Cecilie a Cornela Hože
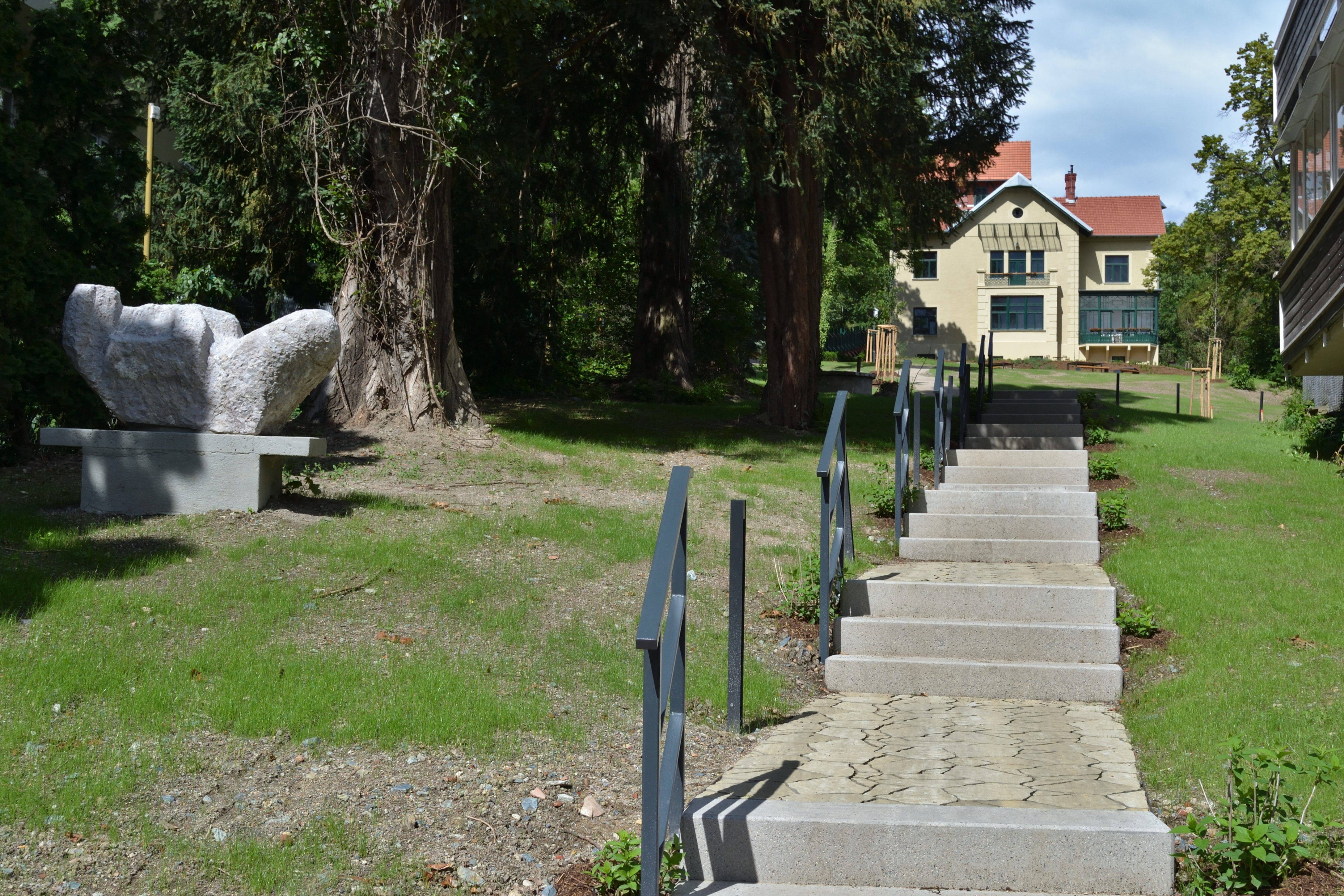
východní okraj zahrady
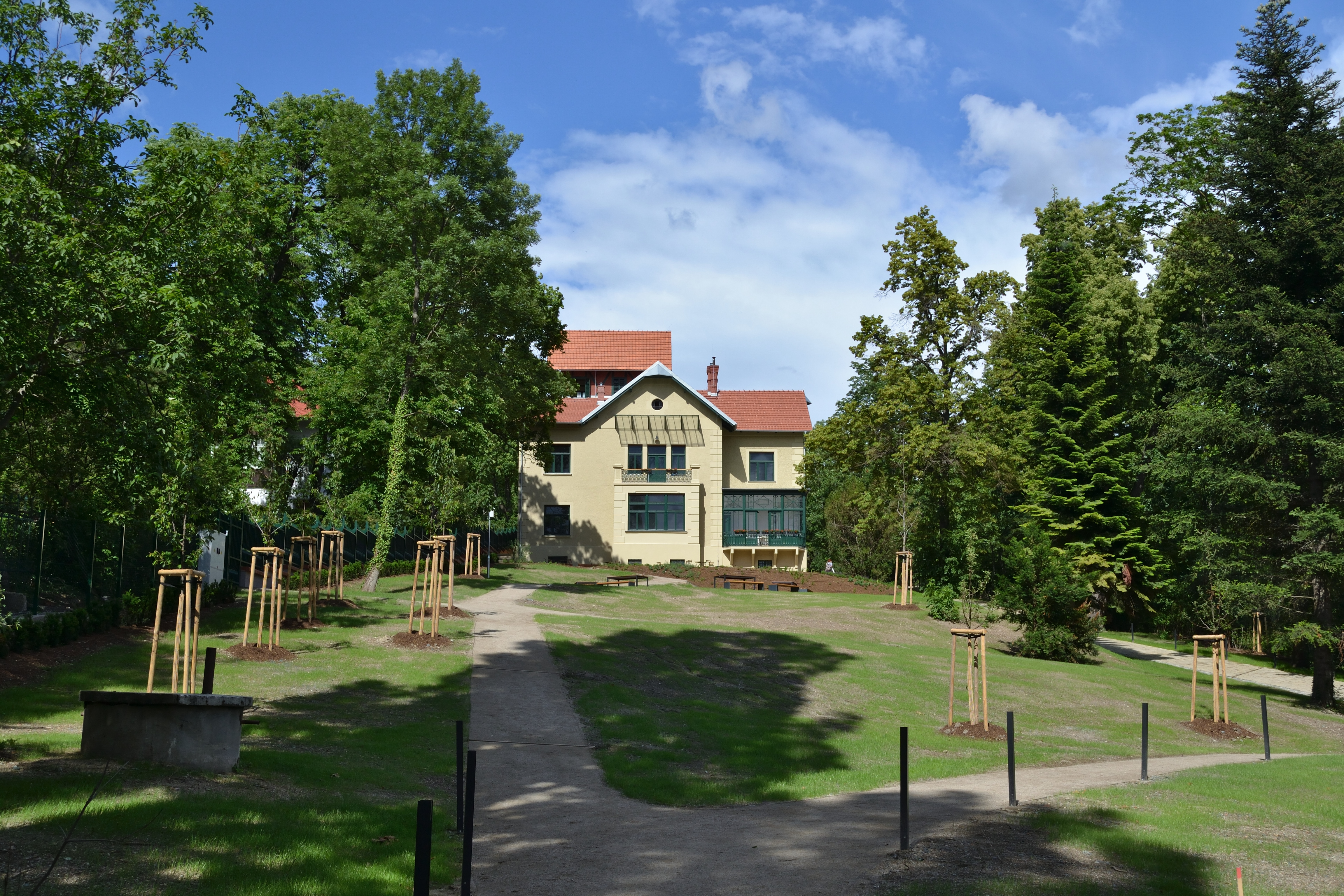
zahrada pod vilou
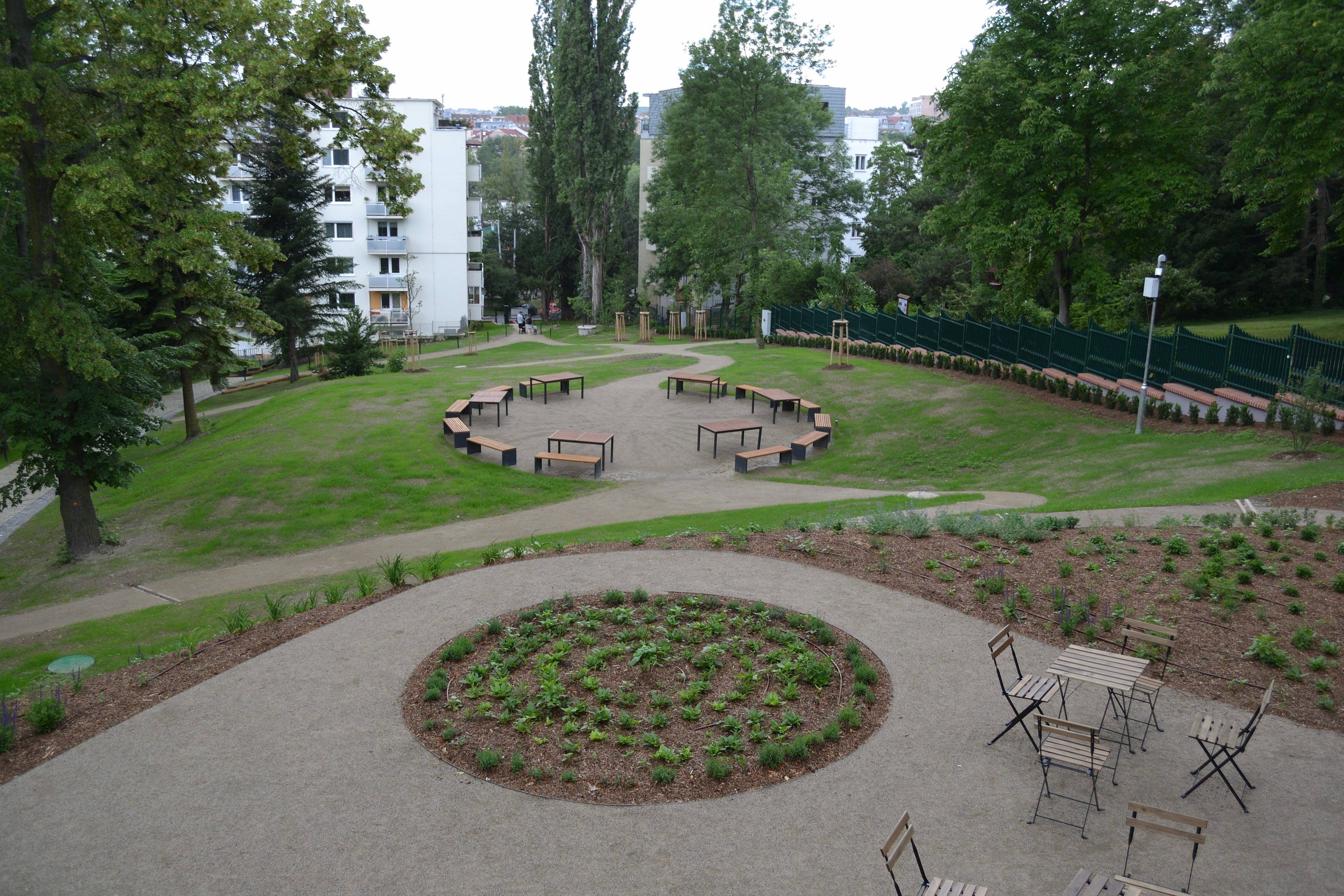
zahrada pod vilou
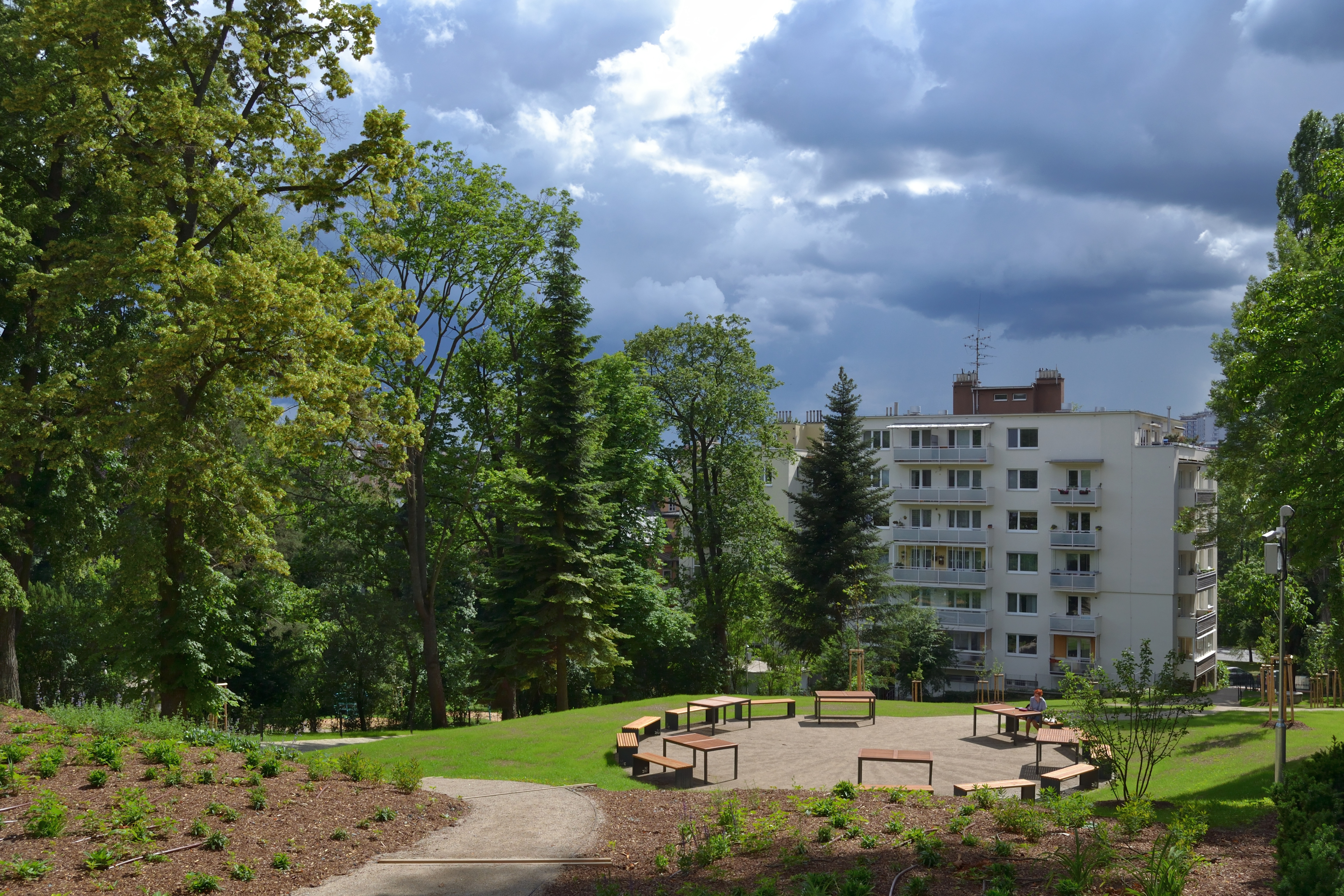
zahrada pod vilou
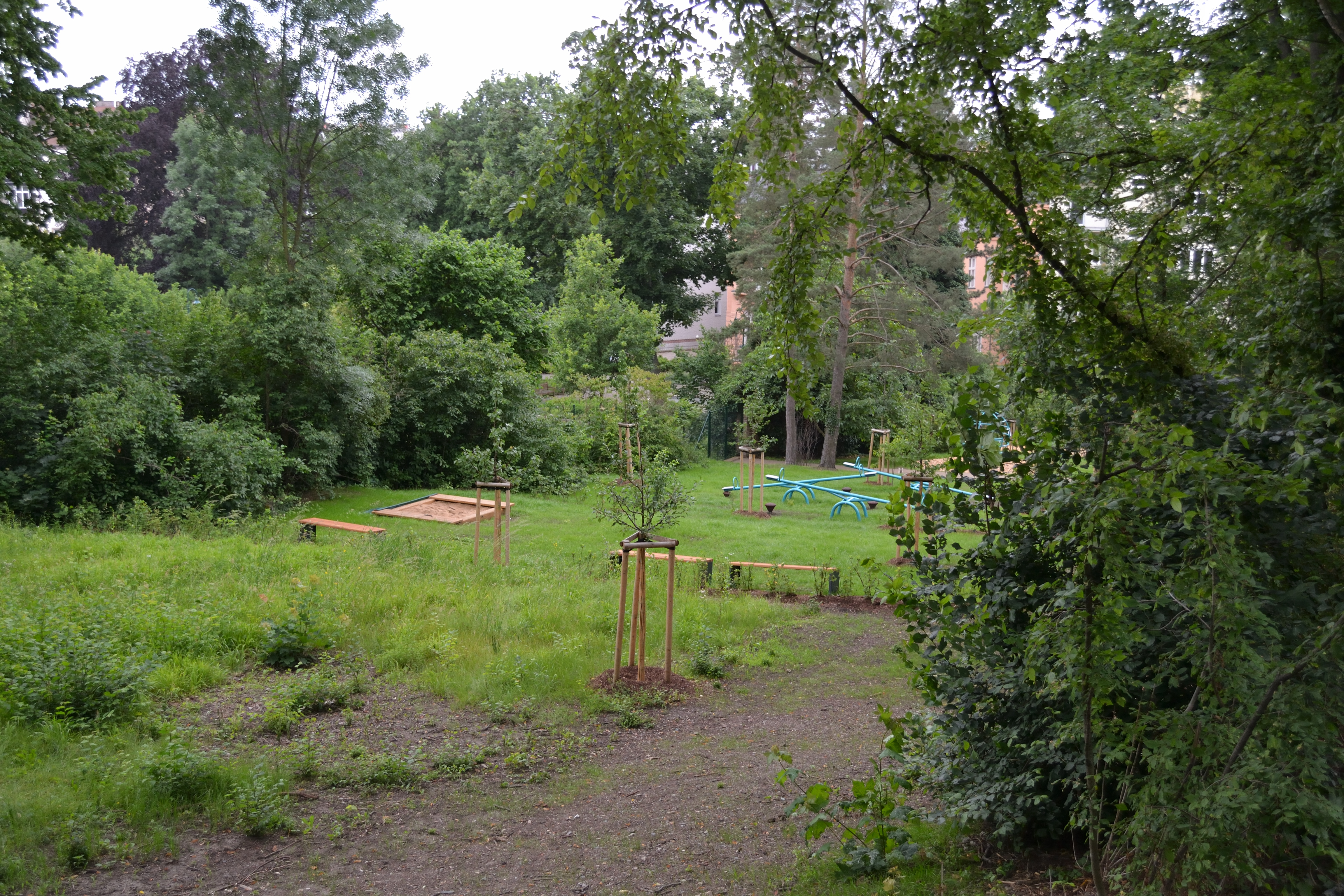
dětské hřiště